# Емельяново (Вологодская область)
Емельяново — деревня в Вологодском районе Вологодской области на реке Шограш.
Входит в состав Спасского сельского поселения, с точки зрения административно-территориального деления — в Спасский сельсовет.
Расстояние по автодороге до районного центра Вологды — 2 км, до центра муниципального образования Непотягово — 7 км. Ближайшие населённые пункты — Марюхино, Петровское, Болтино, Маурино, Маурино, Бурцево.

## Население
| 2010 |
| ---- |
| 279  |

По переписи 2010 года население — 595 человек. Всё население — русские.